# Saving Santa – Ein Elf rettet Weihnachten
Saving Santa – Ein Elf rettet Weihnachten (Originaltitel: Saving Santa) ist ein britischer Computeranimationsfilm von 2013. Regie führten Leon Joosen und Aaron Seelman.

## Handlung
Bernhard ist ein besonders tollpatschige Elf und arbeitet für den Weihnachtsmann. Er kann sich für sein Leben nichts schöneres vorstellen und so erfährt er eines Tages Santas Geheimnis, wie er es schafft, an einem Abend um die Ganze Welt zu reisen und die Geschenke zu verteilen. An Santas Schlitten befindet sich nämlich eine Zeitmaschine, die es möglich macht, an mehreren Orten der Welt gleichzeitig zu sein.
Da der böse Nevil Baddington schon lange dieses Rätsel lösen will, macht er sich mit seiner Mutter Vera und einer Armee von Kriegern zum Nordpol auf. Dort wollen sie Santa gefangen nehmen, was Bernard zwar verhindern kann, doch gelingt es den Bösewichtern die Zeitmaschine zu entwenden. Zusammen mit einem Rentier macht er sich auf den Weg durch die Zeit, um den verschollenen Schlitten mitsamt der Zeitmaschine wiederzufinden und zurückzuholen.

## Kritik
Kritiker bei Kino.de werteten: „Sympathischer britischer Animationsfilm, bei dem die Disney-Wurzeln der Macher nicht nur bei überzeugenden CGI, sondern auch bei eingängigen Liedern zum Tragen kommen. Eine typische Weihnachtsgeschichte für die Jüngeren, bei deren Zeitreiseelement sich erwachsene Zuschauer an Klassiker wie ‚Und täglich grüßt das Murmeltier‘ und ‚Zurück in die Zukunft‘ erinnert fühlen dürfen.“